# Stephen Blais
Pour les articles homonymes, voir Blais.
Stephen Blais, né le 20 juillet 1980 à Ottawa, est un homme politique ontarien, membre du Parti libéral de l'Ontario. Depuis 2020, il siège à l'Assemblée législative de l'Ontario.

## Biographie
Né à Ottawa et ayant grandi dans le quartier de Queenswood Heights d'Orléans, Blais gradue de l'École secondaire catholique St. Peter (en) et en science social à l'Université d'Ottawa.
Travaillant comme assistant de Jim Watson, lorsque celui-ci était ministre dans le gouvernement de Dalton McGuinty avant de devenir maire d'Ottawa, il devient ensuite conseiller en communications pour l'Université Carleton.

### Carrière politique
Blais entame sa carrière politique en devenant conseiller municipal du district de Cumberland de la ville d'Ottawa en 2006. Réélu en 2010, 2014 et 2018, il œuvre durant son passage au conseil de ville au prolongement de la ligne de train léger (ligne de la Confédération) vers Orléans, il siège au conseil de OC Transpo et à l'agrandissement du Millennium Sports Park (en).
À la suite de la démission de la députée libérale provinciale Marie-France Lalonde en raison de sa volonté de porter sa candidature sur la scène fédérale en 2019, Blais obtient la nomination libérale dans la circonscription d'Orléans et est élu lors de l'élection partielle du 27 février 2020.